# Alzapúa
El alzapúa es una técnica de guitarra que se ejecuta íntegramente con el pulgar. Es muy utilizada en el flamenco y contribuyeron a su desarrollo dos pilares fundamentales de la guitarra flamenca: Ramón Montoya y Sabicas. Se ejecuta mediante pulsaciones con el dedo pulgar de la mano derecha hacia arriba y abajo, generalmente en tresillos o semicorcheas, ejecutando de esta forma una línea melódica en las cuerdas graves (bordones), con contrapunto rítmico en las cuerdas agudas (tiples). 